# Бердянський завод шляхових машин
Бердянський завод шляхових машин — колишнє підприємство будівельного і шляхового машинобудування, розташоване у місті Бердянську Запорізької області. Основна продукція заводу — скрепери, навантажувачі, екскаватори-планувальники та ін.

## Історія
Завод був заснований в 1883 році і на початку 20 століття виробляв в основному різні типи простих верстатів. За роки Радянської влади підприємство було реконструйовано та значно розширено, було споруджено ряд нових цехів. У післявоєнні роки його спеціалізували на виробництві будівельних та шляхових машин (з 1946). У 1975 році на підприємстві діяло 14 основних та допоміжних цехів, які були оснащені найсучаснішою технікою. В 1971 році завод був нагороджений орденом Жовтневої Революції.